# Джон Маккрірі Фабіан
Джон Маккрірі Фабіан (англ. John McCreary Fabian); нар. 28 січня 1939, Гузкрік, Техас) — астронавт НАСА. Здійснив два космічні польоти: як фахівець польоту на шатлі «Челленджер-STS-7» (1983) і як фахівець польоту нашатлі «Діскавері-STS-51-G» (1985), полковник Військово-повітряні сили США.

## Народження та освіта
Народився 28 січня 1939 а в місті Гузкрік, штат Техас, але своєю батьківщиною вважає місто Пуллман, штат Вашингтон. У 1957 році закінчив середню школу в місті Пуллман, активно брав участь у русі «Бойскаути Америки». У 1962 році закінчив Університет штату Вашингтон і отримав ступінь бакалавра наук по механіці. У 1964 році в Технологічному інституті ВПС отримав ступіньмагістр а наук з аерокосмічної техніки.
У 1974 році в Університеті Вашингтона захистив дисертацію і отримав ступінь доктора наук з аеронавтики і астронавтики.

## Військова кар'єра
Під час навчання в Університеті пройшов навчання за програмою підготовки офіцерів запасу ВПС США. Службу в ВВС почав з навчання в Технологічному інституті ВВС. Після закінчення інституту був направлений на службу на базу ВПС Келлі в Техасі, в інженерне управління району матеріально-технічного забезпечення ВПС Сан-Антоніо як інженер з авіаційної техніки. Потім пройшов льотну підготовку на базі ВПС Вілльямс, в Аризоні, і протягом 5-и років служив пілотом літака «КС-135» на базі ВПС Вортсміт в Мічигані. Брав участь в операціях під В'єтнамом і виконав 90 бойових вильотів. У 1974—1978 роках служив на кафедрі аеронавтики Військово-повітряної академії США в штаті Колорадо. Загальний наліт становить понад 4000 годин, з яких близько 3400 годин на реактивних літаках. Після відходу у відставку з ВПС у червні 1987 року в званні полковника ВПС, працював у фірмі «Analytic Services Inc. (ANSER)», в Арлінгтоні, штат Вірджинія віце-президентом і головним адміністратором.

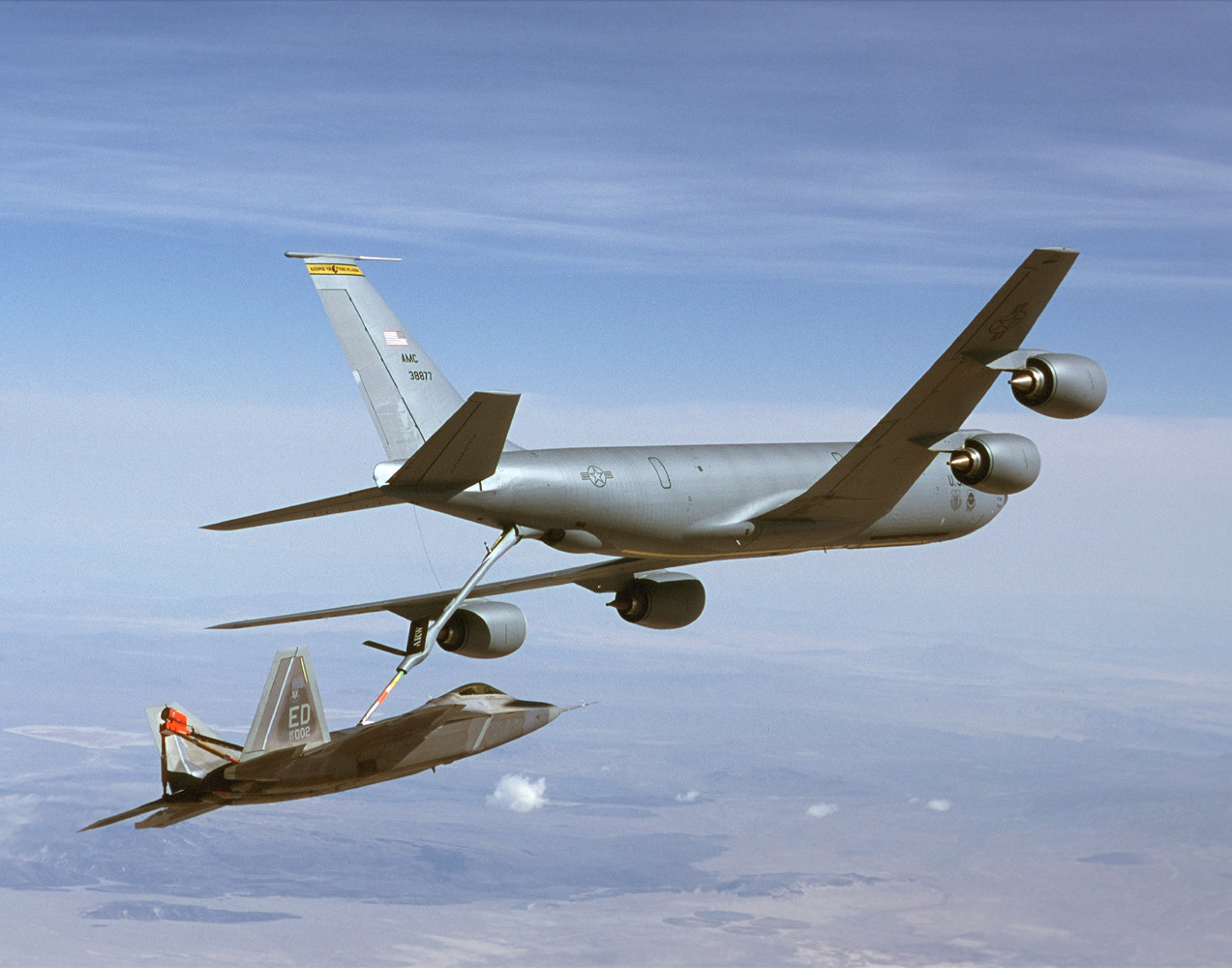
«Boeing KC-135 Stratotanker» заправляє F-22 Raptor в повітрі.

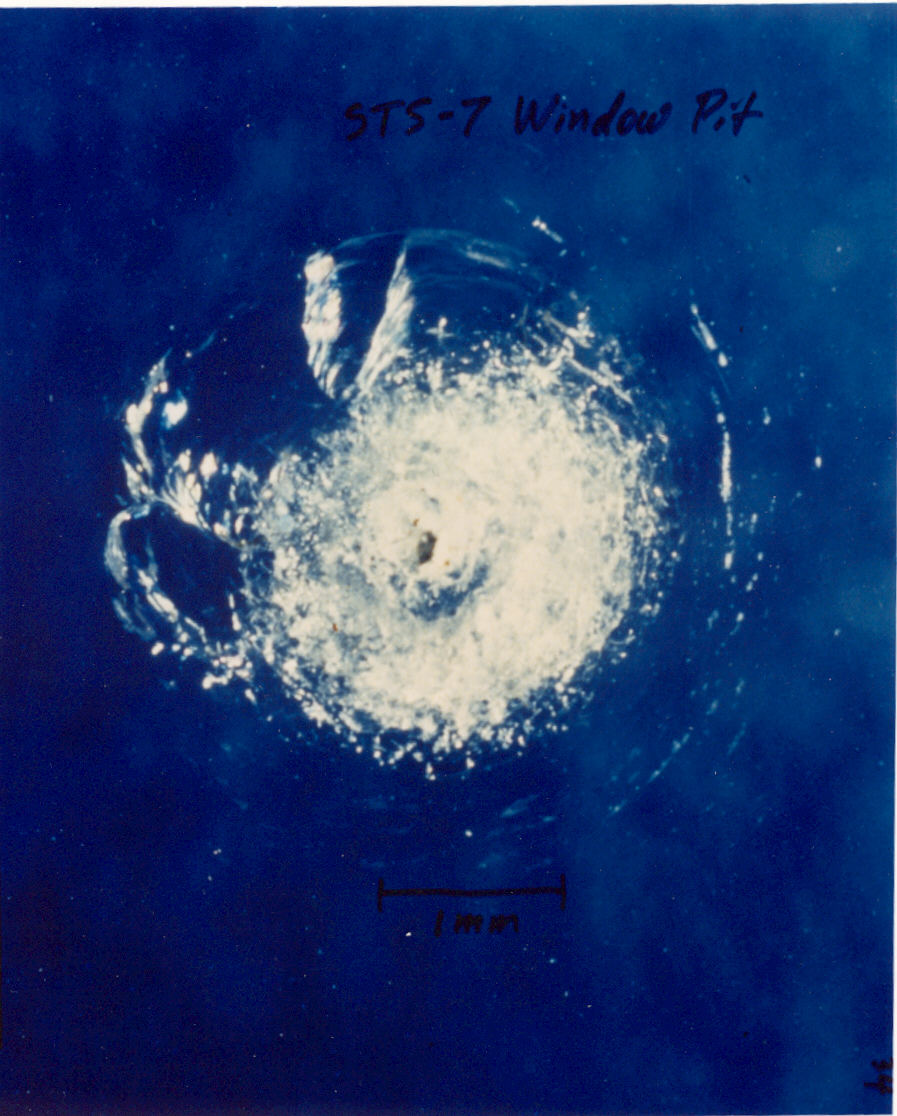
STS-7-небезпека космічного сміття.

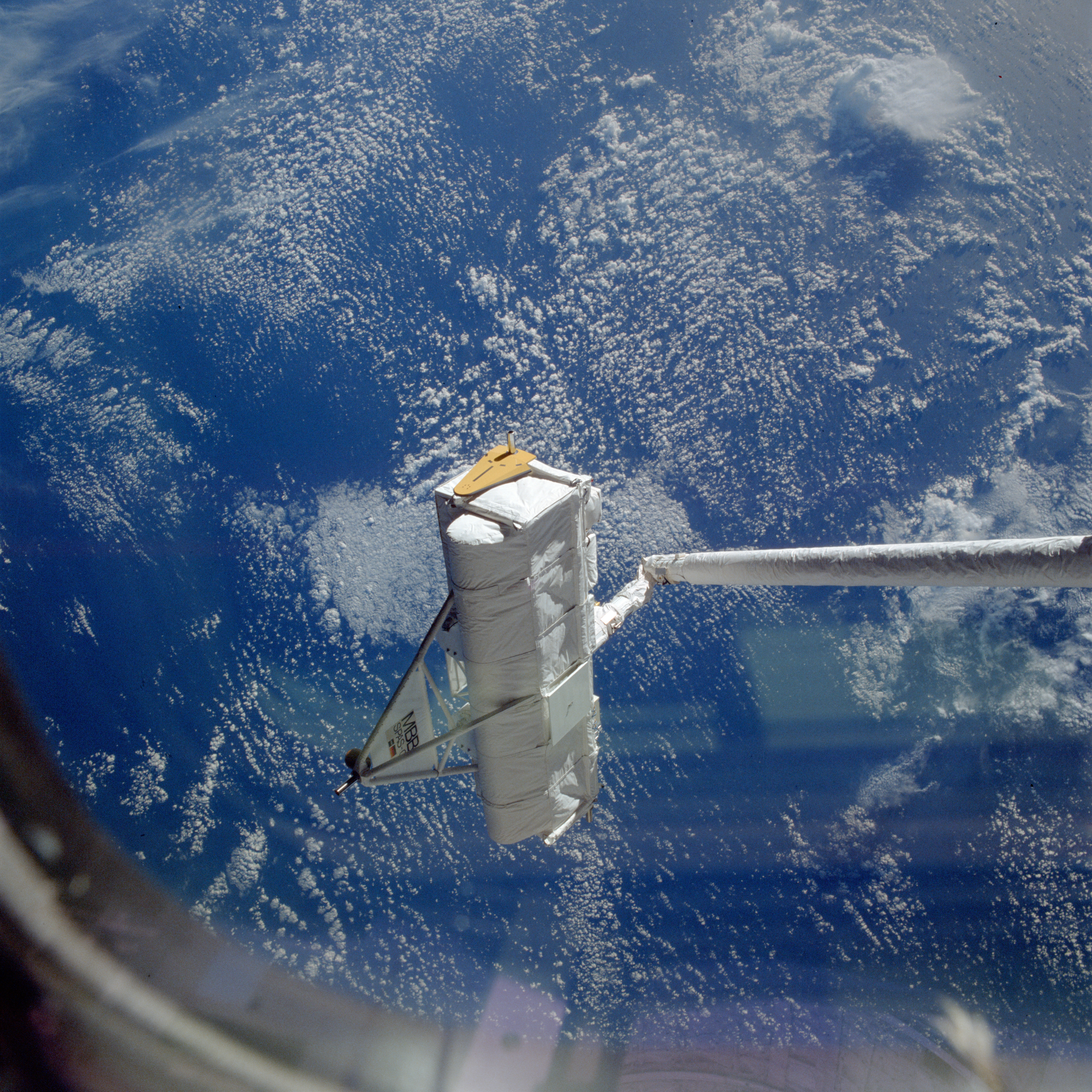
Фабіан-перший астронавт, що запустив з шаттлу супутник.

## Космічна підготовка
16 січня 1978 зарахований до загону астронавтів НАСА під час 8-го набору. По завершенні курсу загальнокосмічної підготовки в серпні 1979 року був зарахований до Відділу астронавтів як фахівець польоту. У Відділі астронавтів займався питаннями запуску супутників за допомогою шатлів і повернення вантажів з орбіти. Брав участь у розробці канадського маніпулятора для шаттла.

## Космічні польоти
- Перший політ-STS-7[3], шаттл «Челленджер». З 18 по 24 червня 1983 року — пілот шаттла. Тривалість польоту склала 6 діб 2 години 25 хвилин[4].
- Другий політ-STS-51-G[5], шаттл «Діскавері». З 17 по 24 червня 1985 року — пілот шаттла. Тривалість польоту склала 7 діб 1 годину 40 хвилин[6].

Загальна тривалість польотів у космос-13 діб 4 години 5 хвилин. Пішов із загону астронавтів і з НАСА в січні 1986 року.

## Після польотів
Після відходу з НАСА служив заступником начальника штабу ВПС з планування та операціями, начальником космічного департаменту в штаб-квартирі. Співпрезидент, член Виконавчого комітету Асоціації дослідників космосу, член Ради директорів американського відділення Асоціації дослідників космосу. У 1998 році він усамітнився з родиною в Порт-Ладлоу, Вашингтон. З 2000 року до 2011 року брав участь у зустрічах — «Обід з астронавтом» і працював у Центрі Відвідувачів Космічного центру імені Кеннеді.

## Нагороди
Має нагороди: Нашивка астронавта, двічі-Медаль « За космічний політ» (1983 і 1985), Диплом імені В. М. Комарова Міжнародної авіаційної федерації, Медаль «За бездоганну службу» (США), Медаль «За похвальну службу» (США), Орден «Легіон пошани», Орден Почесного легіону, Повітряна медаль (США) багато інших.

## Сім'я
Дружина-Донна Кей Балбоц, у них двоє дітей. Захоплення: біг підтюпцем і катання на лижах, захоплюється філателією.